# Profanation du cimetière juif de Sarre-Union
Le cimetière juif de Sarre-Union, dans le Bas-Rhin, a été profané, jeudi 12 février 2015 après-midi, et 250 tombes ont été dégradées. La découverte de ces faits par une villageoise ne date que de dimanche 15 février 2015, vers 17 heures. Une cérémonie de recueillement s'est déroulée le 17 février 2015, dans ce cimetière, en présence de nombreuses personnalités, et notamment du président de la République, François Hollande, de René Gutman, Grand-rabbin du Bas-Rhin et de Strasbourg, et de Joël Mergui, président du Consistoire central israélite de France, qui ont pris la parole,. Selon L'Obs, « C'est la profanation la plus importante commise dans un cimetière juif en France depuis près de 25 ans » et, d'après Le Monde, c'est « un acte d'une ampleur inédite depuis 1992 ».

## Contexte
La profanation du cimetière est découverte le 15 février 2015, alors que la prise d'otages du magasin Hyper Cacher de la porte de Vincennes remonte à un peu plus d'un mois (elle s'est produite le 9 janvier 2015) et que la fusillade qui a provoqué la mort d'un homme à la synagogue de Copenhague a eu lieu le matin même de cette découverte. La recrudescence de l'antisémitisme en France et, plus généralement en Europe, est donc un sujet qui inquiète les autorités nationales et la communauté juive, ce qui a poussé le président François Hollande à déclarer, dans son allocution de vœux pour 2015, que la lutte contre l'antisémitisme était une « cause nationale ».

## Localisation du cimetière

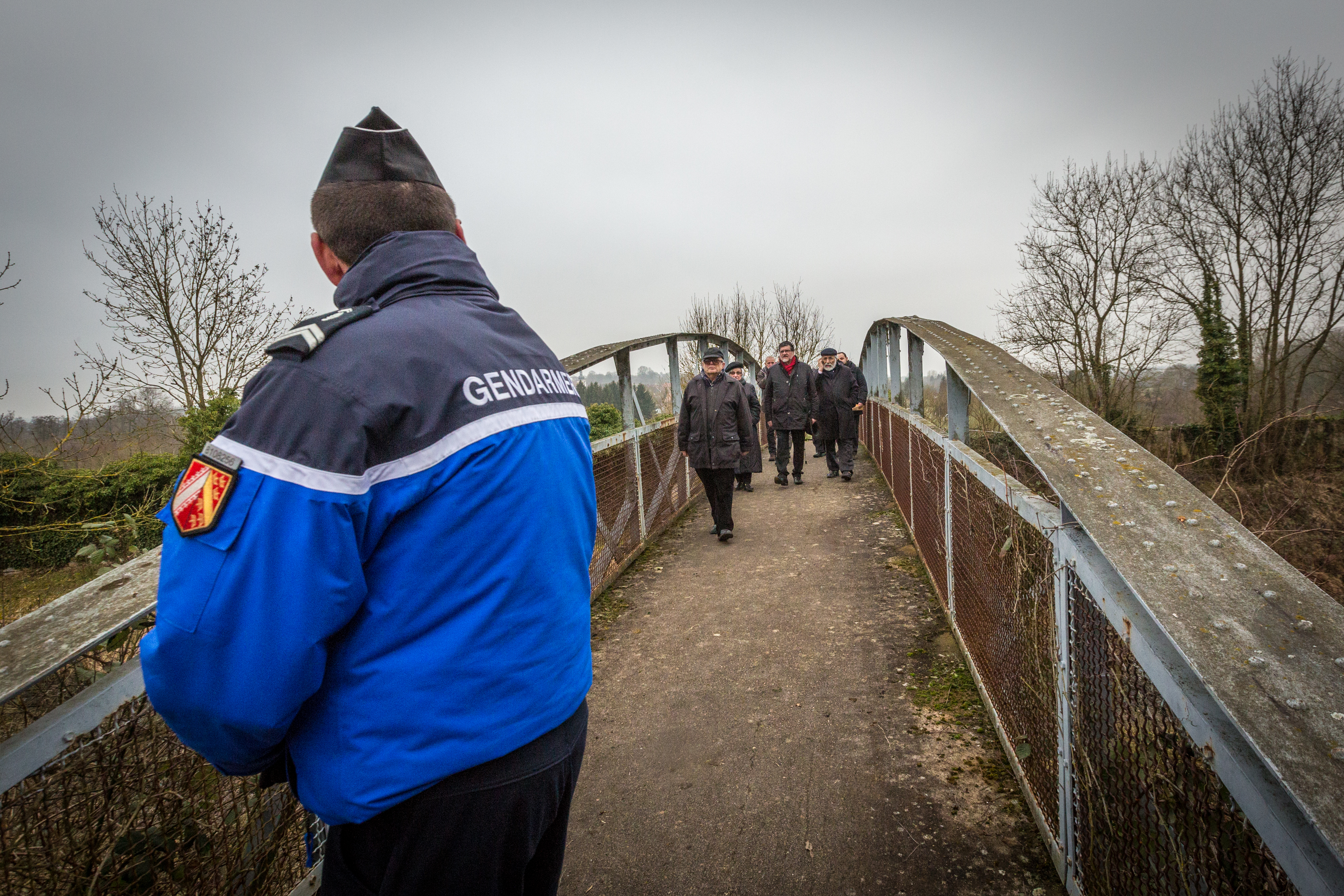
La passerelle qui enjambe la voie ferrée et mène au cimetière.

Sarre-Union se trouve aux confins de l’Alsace et de la Moselle, traversée par la Sarre, à égale distance de Nancy et de Strasbourg.
Un journaliste de France Télévision décrit les lieux : « Le cimetière juif est isolé. Sur la rue du Maréchal Foch, l'axe le plus important de la bourgade, rien n'indique la présence d'un tel lieu. Pour s'y rendre, il faut emprunter une allée anonyme entre deux maisons. Ce n'est pas une rue. Environ 150 mètres plus loin, on y trouve un petit pont qui enjambe une voie ferrée et débouche sur une grille. Juste derrière, il y a le cimetière juif. Le cimetière est encerclé par les rails d'un côté, et un ruisseau (la Sarre) de l’autre ».

## Les profanations
Les profanations ont eu lieu le jeudi 12 février 2015, entre 15 heures et 18 heures. Environ 250 sépultures sont profanées (soit 62,5 %) sur un total de 400, ainsi que le mémorial aux victimes de la Shoah situé à l’entrée de la nécropole.
Le procureur de la République de Saverne, Philippe Vanier rend compte des détériorations qu'il a pu constater : « la plupart des dégradations sont des renversements de stèles ou des arrachages de colonnes ; quelques caveaux ont été ouverts ; le monument dédié aux victimes de la déportation, à l'entrée du cimetière a été mis à terre et brisé ».
Pour Philippe Richert, président du Conseil régional d'Alsace : « c’est une image de désolation ».

Le cimetière après sa profanation.
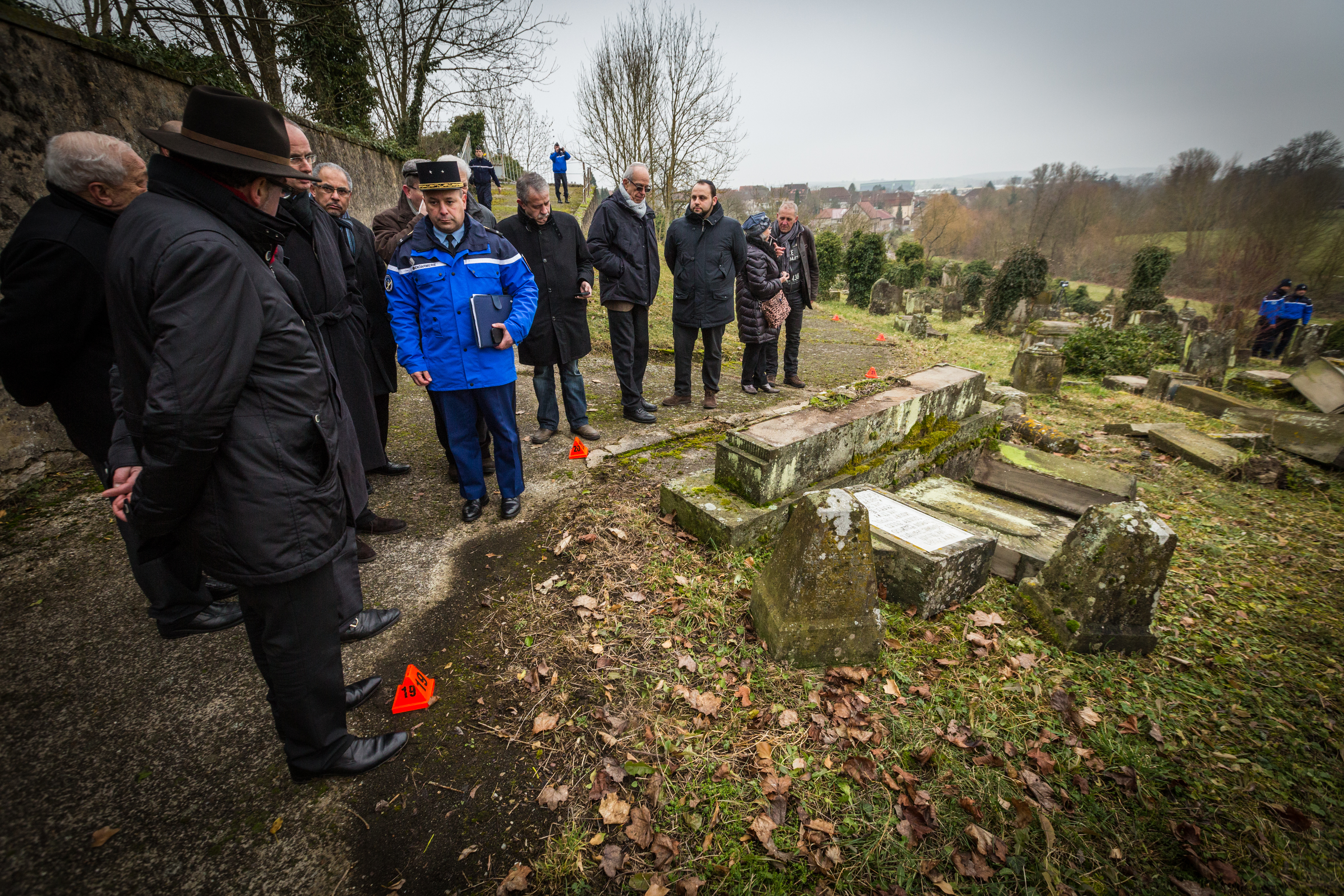
Les autorités de la communauté juive découvrent le mémorial de la Shoah après sa destruction.
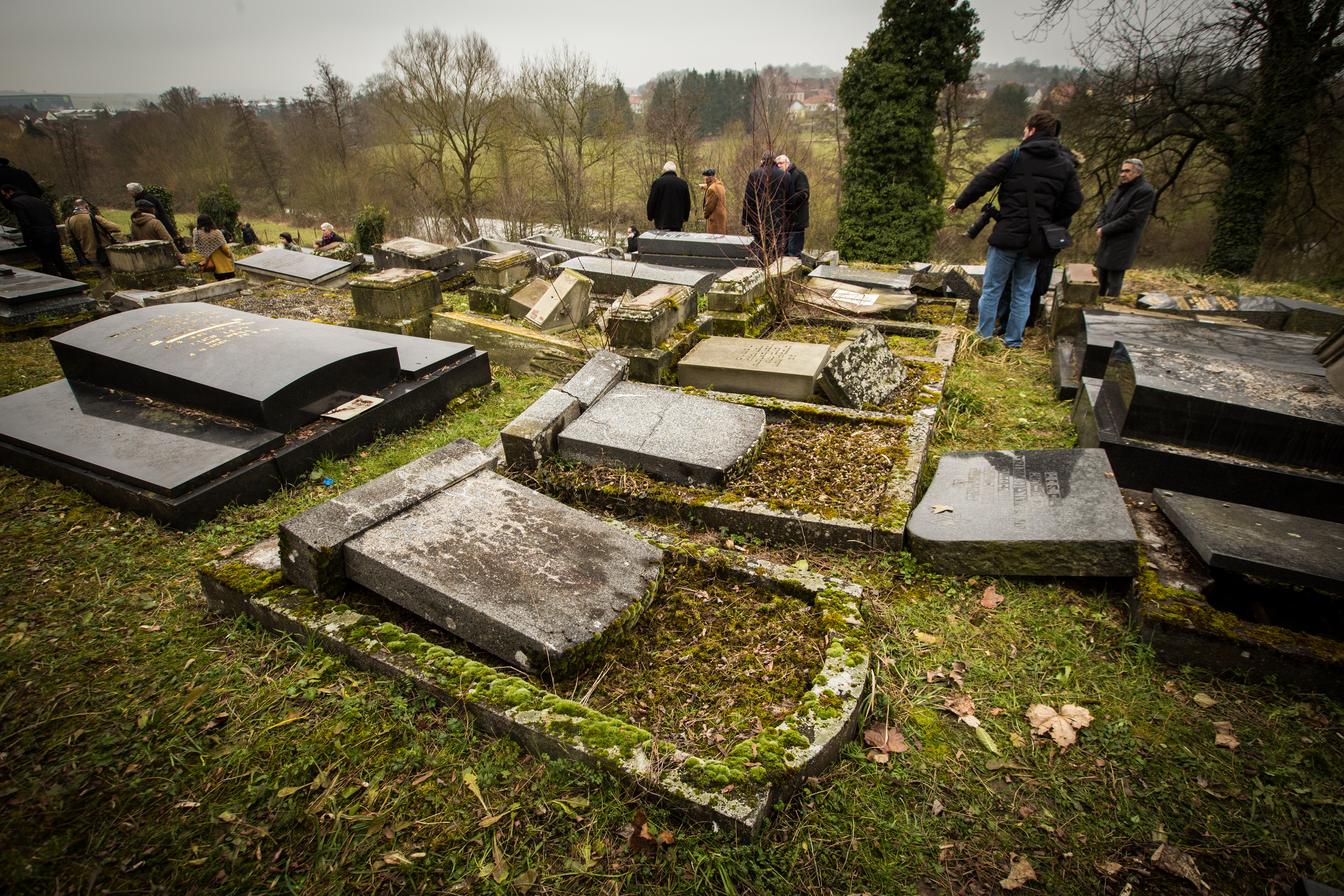
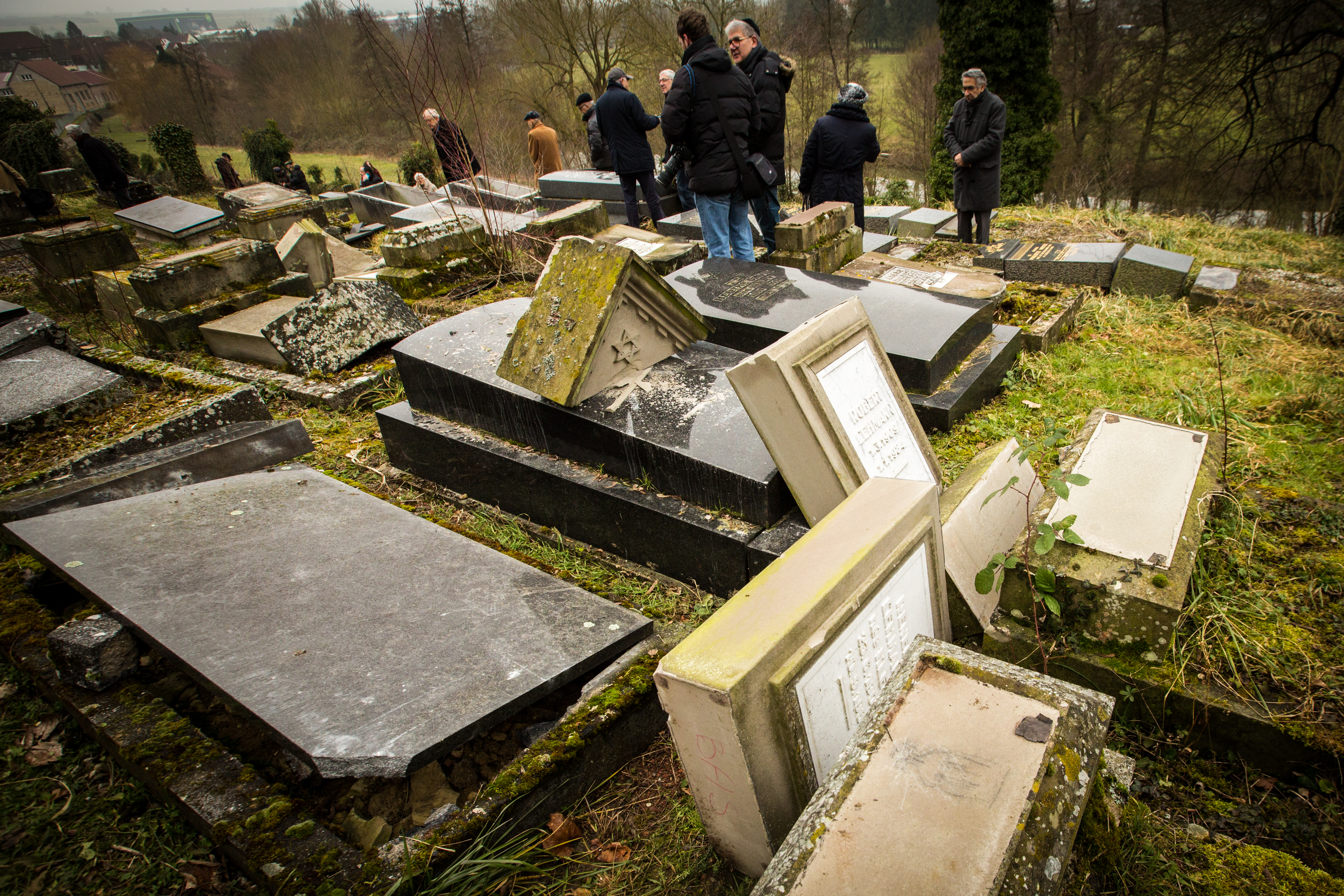
Les tombes profanées.
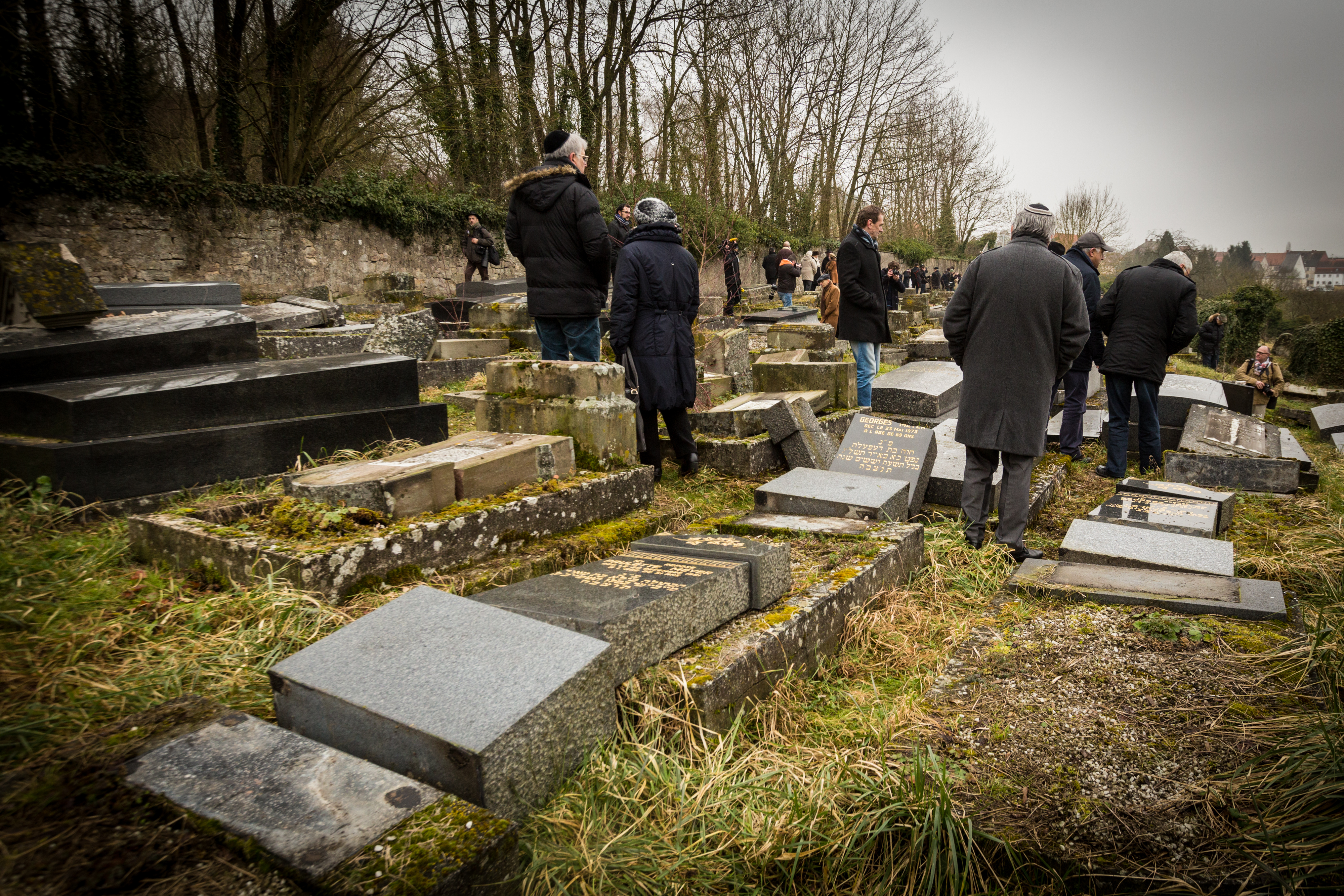

## Les suspects
Le procureur de la République de Saverne, Philippe Vanier, déclare que la police a arrêté cinq jeunes français de sexe masculin, âgés de 15 ans et demi à 17 ans. Le plus jeune des suspects s'est spontanément présenté à la brigade de gendarmerie de Sarre-Union, mettant également en cause plusieurs autres jeunes qui auraient été ses complices.
Les suspects sont originaires de la région, quatre d'entre eux étant domiciliés à Sarre-Union, le cinquième à Lunéville (Meurthe-et-Moselle). En vacances scolaires, ils se seraient organisés comme groupe via les réseaux sociaux et Facebook. Selon Le Monde, l'un d'eux est fils d'institutrice, un autre est petit-fils de proviseur. Ils n'ont pas d'antécédents judiciaires. Ils encourent jusqu’à sept ans de prison.

## Le mobile
Selon leurs premières déclarations ou celles de leurs familles, les suspects se défendent de tout antisémitisme, ils « considéraient le cimetière de Sarre-Union “comme abandonné” ». Cependant, ils sont mis en examen le 18 février et une information judiciaire est ouverte pour « délit de profanation en raison de la religion des défunts et dégradation volontaire de biens publics ». Selon les informations données par le procureur de la République, le mobile serait clairement l'antisémitisme,. En effet, les suspects se seraient livrés à des «saluts nazis», des crachats sur des symboles juifs comme l'étoile de David, et prononcé les mots « sales juifs », « sale race » ou « Heil Hitler » et certains auraient uriné sur des tombes,,.

## Réactions

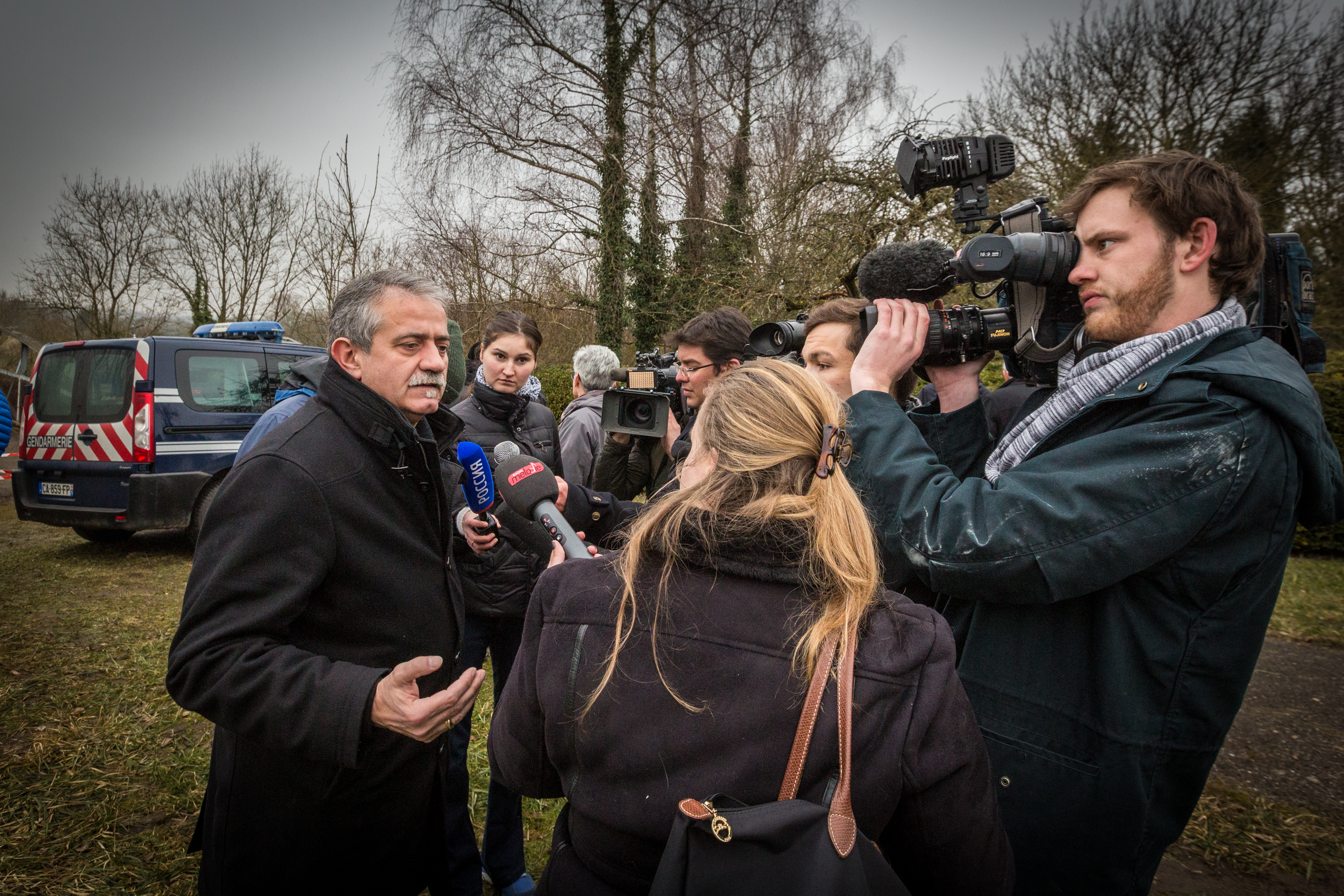
Le maire de Sarre-Union, Marc Séné, fait une déclaration à la presse.

Le premier ministre Manuel Valls déclare que c'est « un acte ignoble et antisémite, une insulte à la mémoire ».
Selon Le Point du 16 février 2015, « la profanation du cimetière de Sarre-Union a scandalisé la France entière ». Ce journal cite le ministre de l'Intérieur Bernard Cazeneuve qui déclare : « La République ne tolérera pas cette nouvelle blessure qui meurtrit les valeurs que tous les Français ont en partage ». Il condamne avec « la plus grande fermeté » cet « acte odieux »,.
Le grand-rabbin de France, Haïm Korsia, condamne « un antisémitisme toujours plus virulent, qui s'en prend aux morts comme aux vivants ».
Le maire de Sarre-Union, Marc Séné, note la « consternation » dans sa commune rurale d'environ 3 500 habitants.
Le 17 février 2015, avant la cérémonie au cimetière, deux cents élèves du lycée Georges Imbert de Sarre-Union se sont rassemblés, partant de leur établissement pour arriver devant l'ancienne synagogue : ils manifestent pour condamner le saccage du cimetière par les cinq jeunes suspects, dont deux sont élèves du même lycée qu'eux.

## Profanations antérieures du cimetière juif de Sarre-Union
Le cimetière avait déjà été profané à cinq reprises depuis 1945, en particulier en 1988 et en 2001.
- weekend du 21-22 mai 1988 : une soixantaine de stèles renversées.
- weekend du 13-14 janvier 2001 : 54 tombes saccagées. Les dégâts sont estimés à 75 000 francs (environ 11 000 euros). Quatre jeunes mineurs, âgés de 13 ans à 15 ans sont arrêtés quelques jours plus tard et reconnaissent les faits[25].

## Cérémonie de recueillement du 17 février 2015

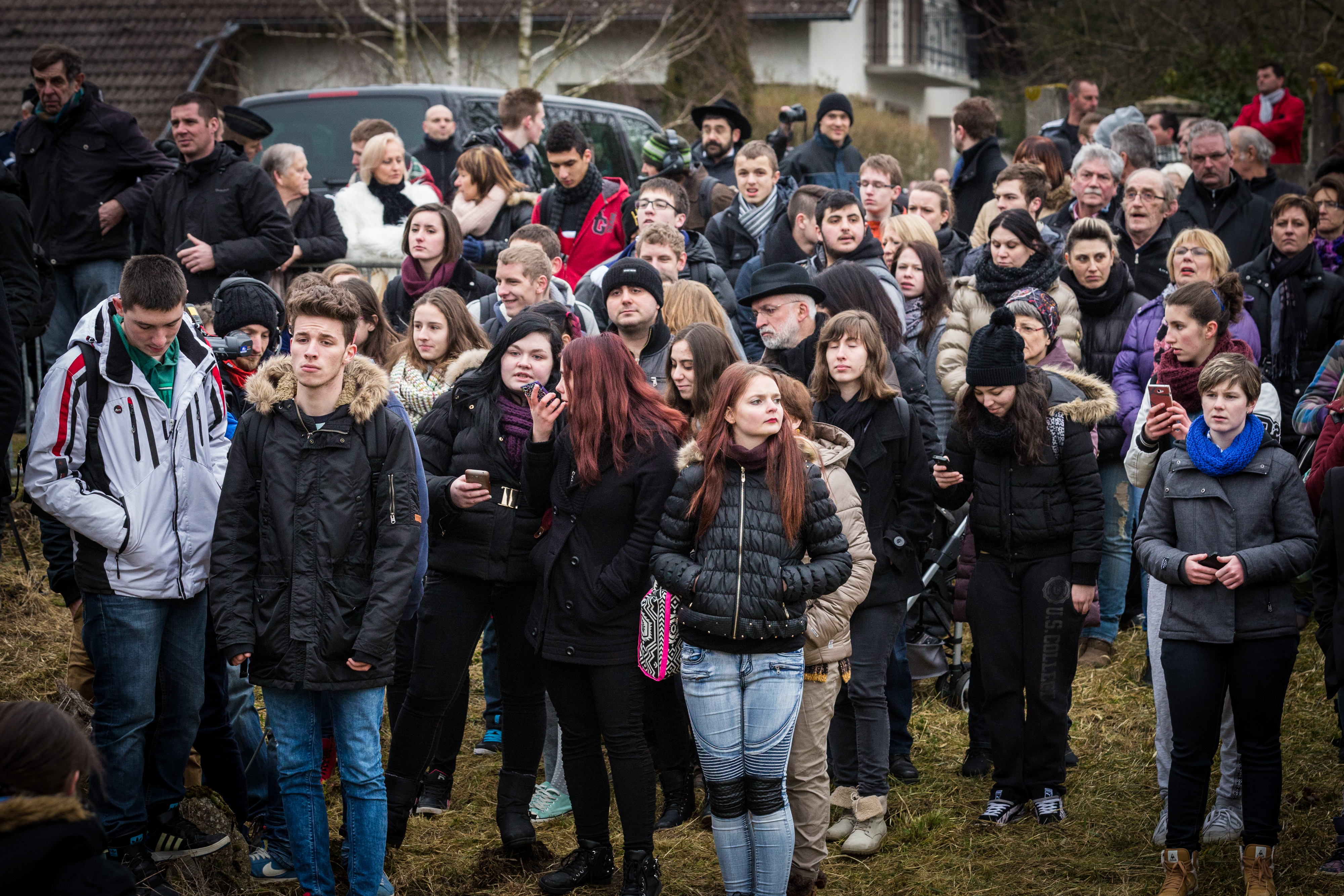
Les lycéens de Sarre-Union ont rejoint la cérémonie de recueillement à l’issue de leur manifestation.

Mardi 17 février 2015, le président de la République, François Hollande, vient au cimetière juif de Sarre-Union, pour exprimer son émotion et son soutien à la communauté juive. Il est accompagné par Claude Bartolone, président de l'Assemblée nationale, Gérard Larcher, président du Sénat, Bernard Cazeneuve, ministre de l'Intérieur  et Jean-Marc Todeschini, secrétaire d'État aux Anciens combattants et à la Mémoire, Roger Cukierman, président du Conseil représentatif des institutions juives de France, et de nombreuses personnalités politiques et religieuses nationales et régionales.
Pendant la cérémonie, le El Male Rahamim, – une prière qui accompagne les défunts à leur dernière demeure – est chanté par Isaac Ouaknine, le hazzan de la synagogue de la Paix de Strasbourg suivi du kaddish, la prière des morts, récitée par le Grand-rabbin de Metz et de la Moselle Bruno Fiszon.

### Les allocutions
Au cours de son allocution, François Hollande déclare : « S'attaquer à un cimetière, profaner, c'est insulter toutes les religions, c'est insulter la République ».
La veille, le grand-rabbin, René Gutman rappelle qu'il y avait autrefois une importante communauté juive. Le cimetière juif date du XVIIIe siècle. La communauté juive comptait alors 400 familles (il reste trois juifs à Sarre-Union en 2015). Il affirme : « Aujourd'hui ils attaquent aussi bien les vivants que les morts car ils sont juifs ». Toutefois, dans le même article du New York Times, les paroles rapportées de Simone Rodan-Benzaquen, directrice de l'American Jewish Committee in Paris, établissent une distinction entre le fait de tuer des Juifs et ces dégradations de tombes juives, même si, pour elle, les deux sont le symptôme d'un problème plus large : « Nous sommes témoins, dit-elle, en Europe, d'un moment de tension et de haine croissantes, et l'antisémitisme est plus largement le symptôme de quelque chose qui va mal ».

La cérémonie du 17 février.
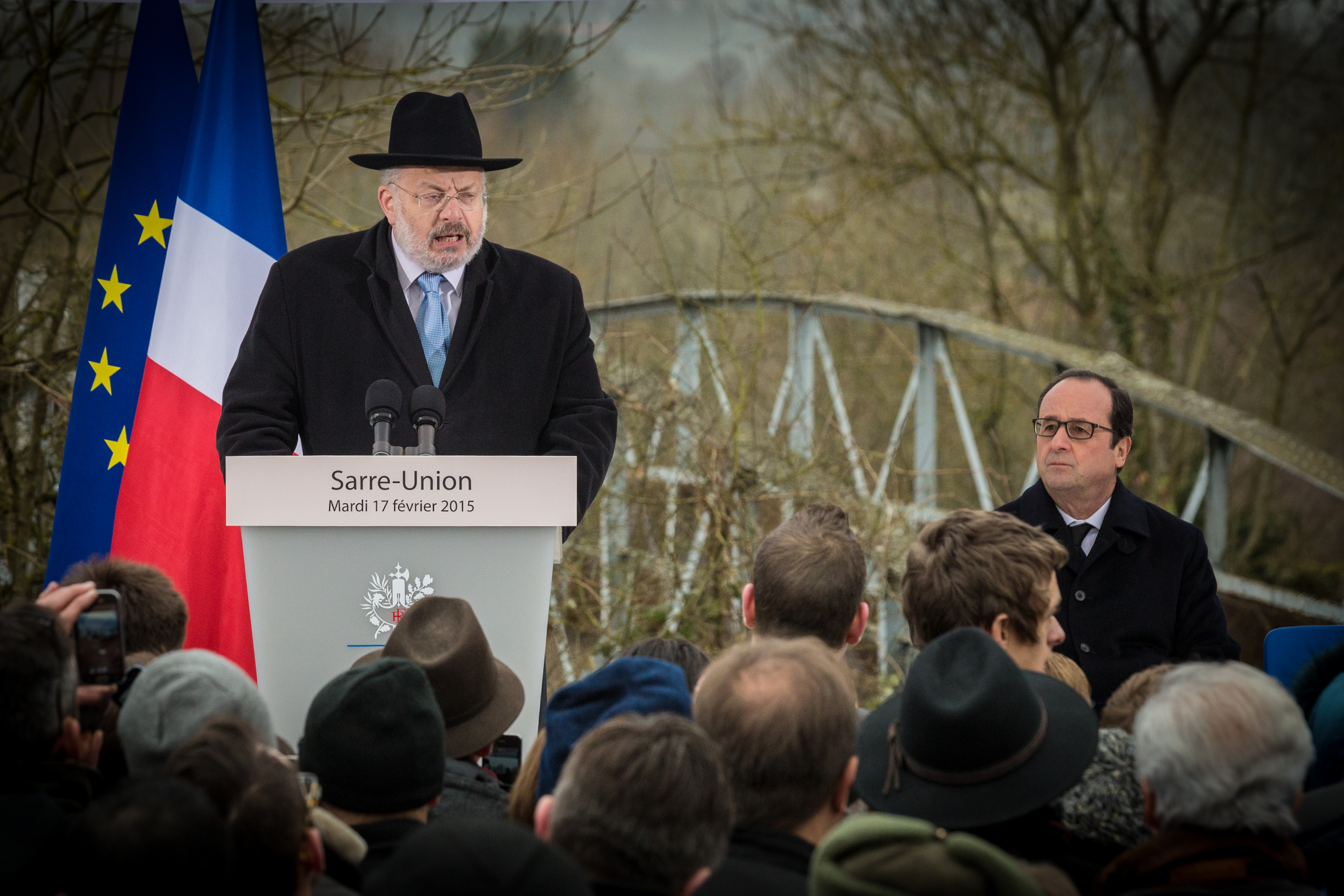
Le Grand-rabbin René Gutman au cours de son allocution.
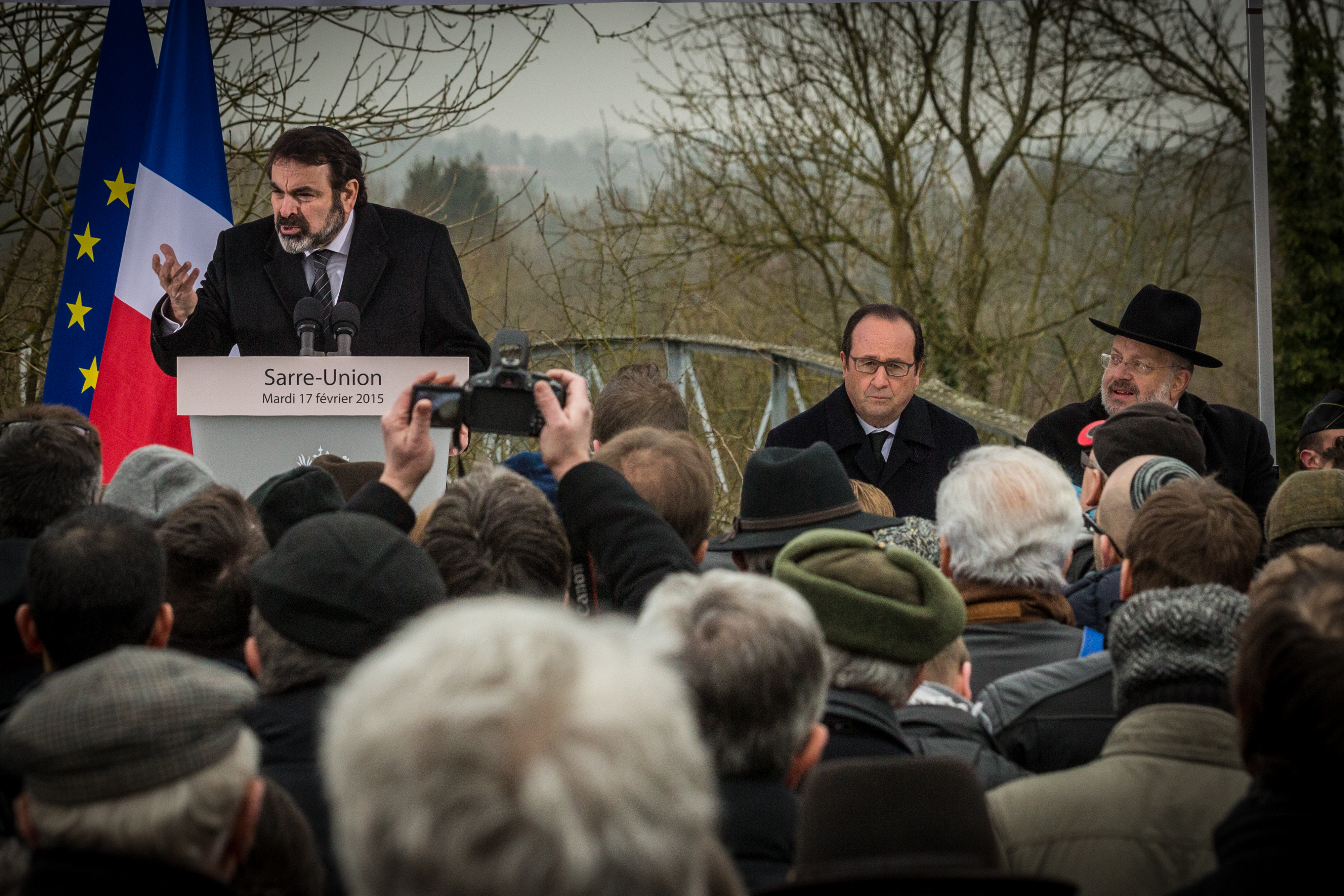
Joël Mergui au cours de son allocution.
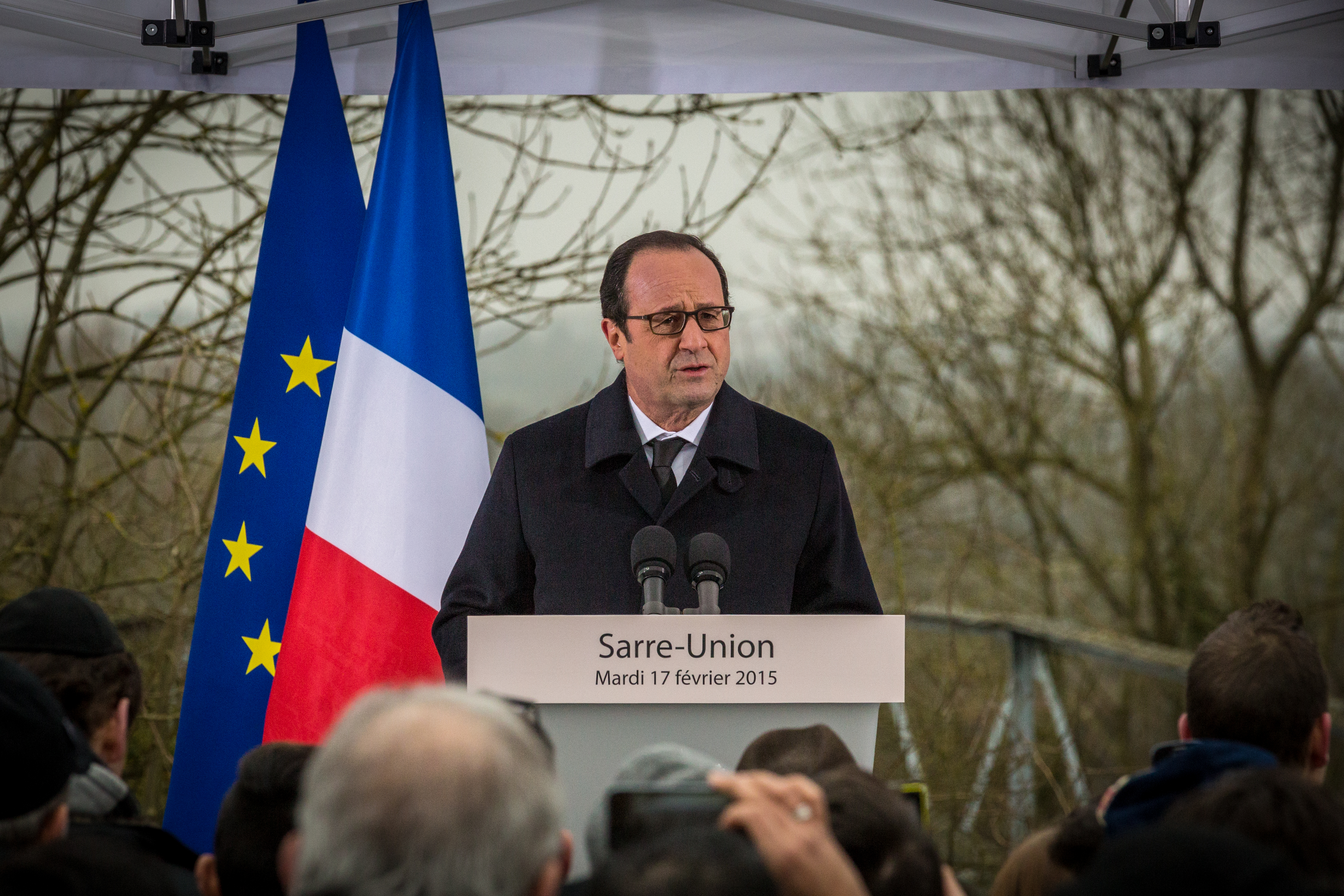
François Hollande au cours de son allocution.
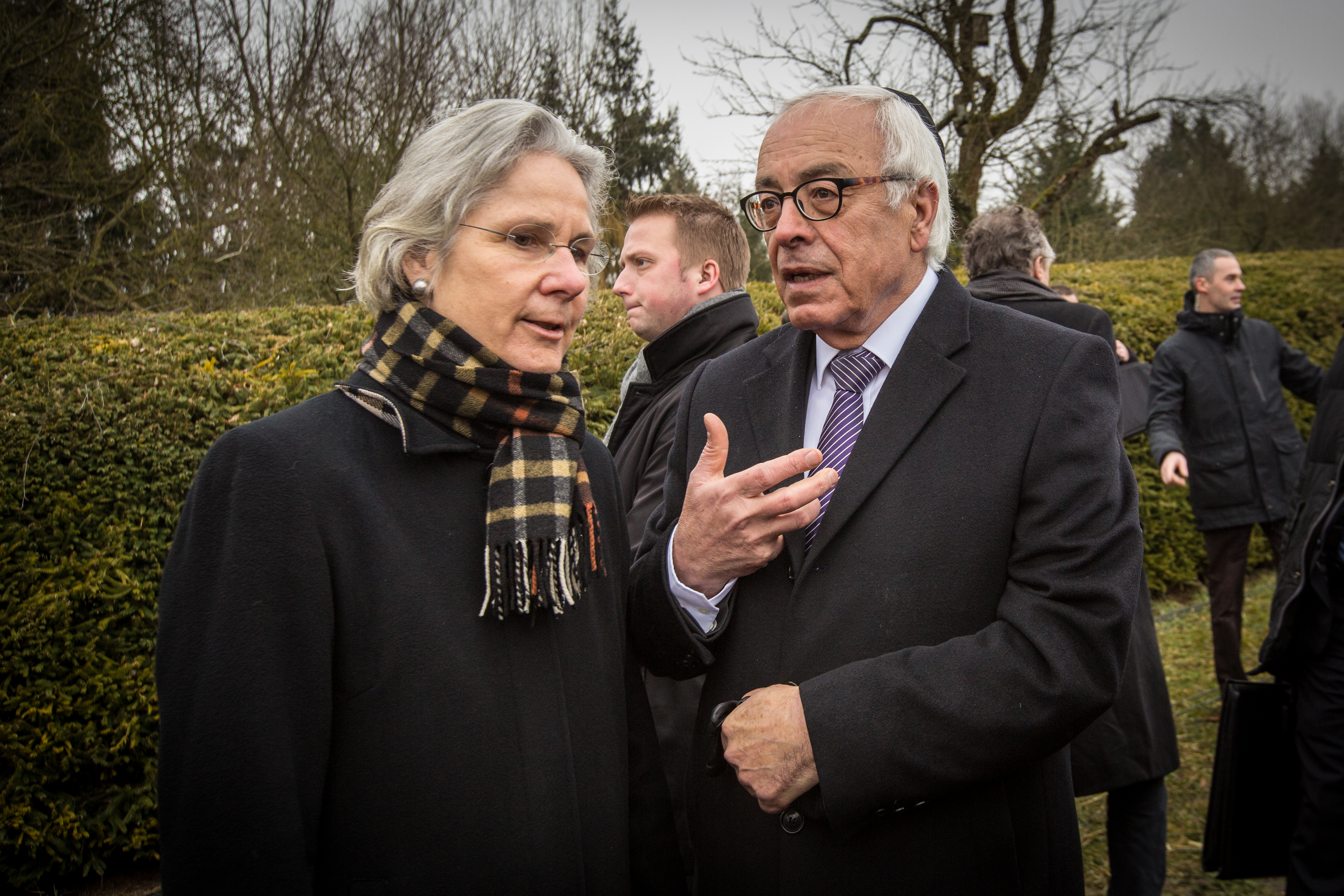
Susanne Wasum-Rainer, ambassadrice d'Allemagne et Yossi Gal, ambassadeur d'Israël en France.

## Remise en état du cimetière
En 2017, au moment du procès des auteurs de la profanation, les 250 stèles détruites sont encore dans le même état qu’au lendemain du 12 février 2015. Seul le monument à la mémoire des victimes de la Shoah a été entièrement restauré grâce au financement des travaux par l’ambassade d’Allemagne en France.

## Procès
Les cinq jeunes, âgés de 15 à 17 ans au moment des faits, sont jugés à huis clos les 14 et 15 septembre 2017 par le tribunal pour enfants de Saverne. Ils sont condamnés à des peines de 8 à 18 mois de prison avec sursis et 140 heures de travaux d'intérêt général, puis, en 2022, à indemniser les parties civiles pour 82.500 €, outre 11.000 € de frais d'avocat.